# Heiligenzimmern
Heiligenzimmern ist ein Stadtteil von Rosenfeld im Zollernalbkreis. Das Dorf hat 854 Einwohner und liegt in der Nähe der Bundesautobahn 81 zwischen Stuttgart und dem Bodensee im Stunzachtal.

## Daten und Fakten
Heiligenzimmern war die einzige Gemeinde des Altkreises Hechingen, die sich im Zuge der Gemeindereform mit Gemeinden des Altkreises Balingen zusammengeschlossen hat. Der Ortsname lautete im Mittelalter „Zimmern in Horgun“ oder „Horgenzimmern“ und weist auf die Lage der Siedlung in der Niederung des Stunzachtales hin (horgen=sumpfig).
Nach dem Ort nannten sich im 13. und 14. Jahrhundert die Ritter von Zimmern, die westlich des Dorfes über der Burghalde ihre Burg hatten. Darunter lag der Fronhof, der dem Kloster Reichenau gehörte. Besitznachfolger der Reichenau wurde dann im 13. Jahrhundert das nahe gelegene Kloster Kirchberg, dem bis zu seiner Aufhebung 1805 fast der gesamte Grundbesitz in Heiligenzimmern gehörte. Die Oberhoheit über den Ort lag bei der Herrschaft Haigerloch, deren Geschichte Heiligenzimmern teilt. 1836 zählte das Dorf 456 und 1890 450 Einwohner, 2003 900 Einwohner.
Ortsvorsteher ist seit dem Jahr 2019 Klaus May.

## Geschichte des Ortes

Die Wendelinuskapelle – genannt s´Käpelle

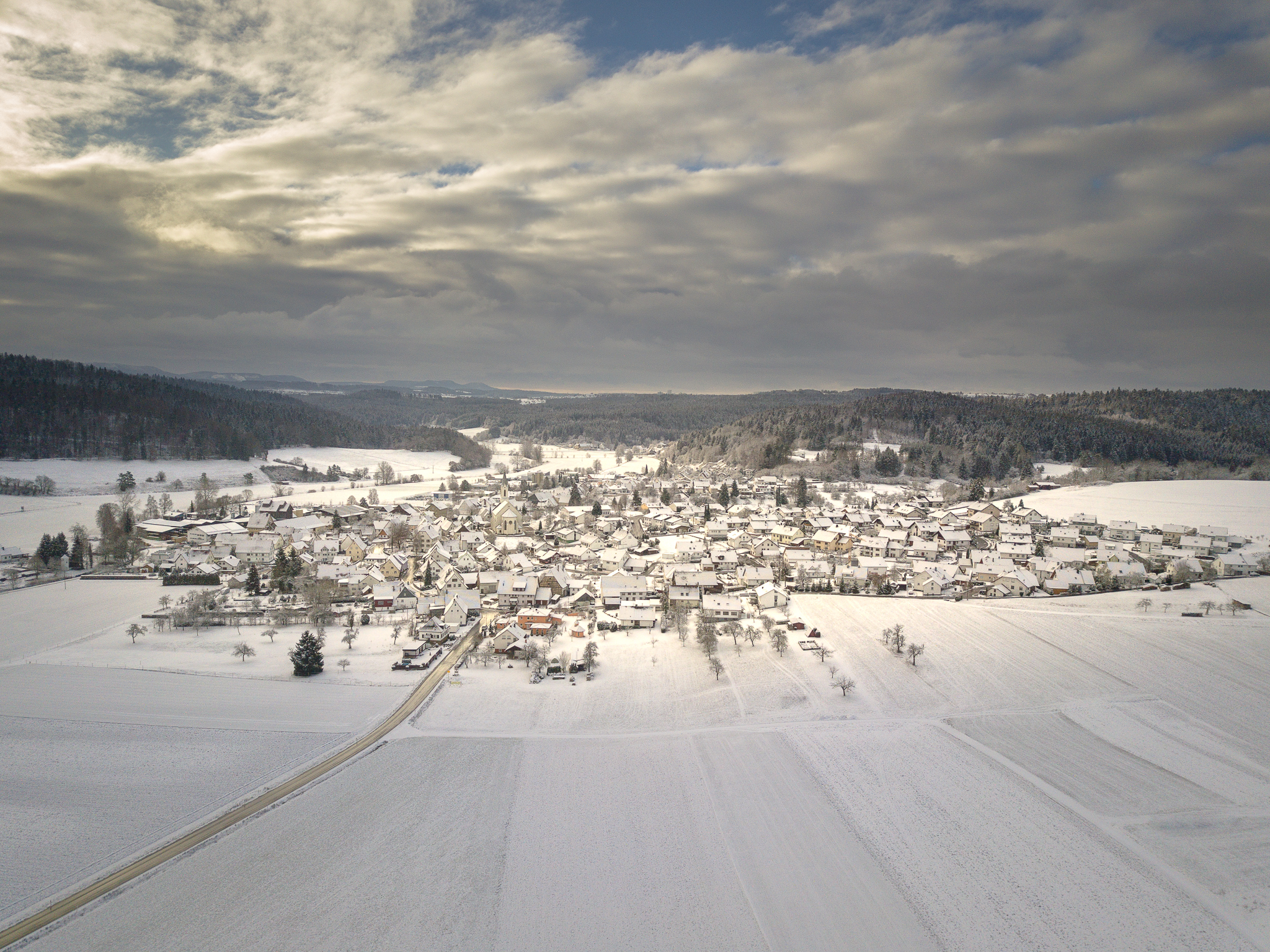
Heiligenzimmern (Winter 2019)

Der Ortsname hat sich aus Zimbern in horgun, Zimbern in horgenorve, das ist Zimmern in sumpfiger, nasser Niederung, über Horgenzimmern, Holgenzimmern zu Heiligenzimmern entwickelt. Der Ortsname hat also nichts mit „heilig“ zu tun. Die Siedlung wurde erstmals erwähnt in einer Weihurkunde, die 1847 im Altar der alten Pfarrkirche gefunden, und von Bischof Eberhard I., der von 1034 bis 1046 die Diözese Konstanz regierte, ausgestellt wurde.
1275 wird die Pfarrei in dem bekannten Liber decimationis, einer Steuerliste für den Kreuzzug, aufgeführt. Politisch gehörte Heiligenzimmern stets zur Herrschaft Haigerloch und kirchlich zum Dekanat Haigerloch-Empfingen. Im Hochmittelalter war wohl fast der ganze Ort im Besitz des freiherrlichen Klosters Reichenau.
Im Jahre 1273 bestätigte der Abt des Klosters Reichenau den durch Graf Hermann von Sulz geschehenen Verzicht auf das Herrengut, den Fronhof, mit dem das Patronatsrecht verbunden war, zugunsten des Klosters Kirchberg. Durch Schenkungen und Ankäufe brachte das Kloster im Laufe des 14. Jahrhunderts den Grundbesitz fast des ganzen Dorfes in seinen Besitz. Ihm gehörte auch die Mahl- und Sägemühle und der große Fischweiher südlich des heutigen Friedhofes. Der Fronhof wurde als Erblehen ausgegeben, anfangs an zwei, später an drei und im 18. Jahrhundert an vier Lehensbauern. Im Jahre 1789 verkaufte Kirchberg die Erbgerechtigkeit des Fronhofes an die vier Inhaber, die damit Eigentümer wurden.
Bei der Aufhebung des Klosters 1806 fiel dessen Besitz an den württembergischen Staat, von dem die Gemeinde die Felder, nicht aber die Wälder auf der Gemarkung zurückkaufen konnte.
Das Dorf hatte im Mittelalter auch eine Klause, das heißt eine Niederlassung, in der Jungfrauen und Witwen ohne feste Regeln ein halb klösterliches Leben führten. Sie widmeten sich besonders den Werken der Barmherzigkeit und der christlichen Nächstenliebe, der Pflege der Kranken und der Erziehung der Jugend. Als 1554 das Gebäude einer Feuersbrunst zum Opfer fiel, zogen die Schwestern nach Gruol, dessen Klause 1577 zu einem förmlichen Dominikanerinnenkloster mit einer Priorin erhoben wurde. Bis in die erste Hälfte des 18. Jahrhunderts hinein gehörte auch das nahe Kloster Bernstein als Filiale zur Pfarrei Heiligenzimmern. In der Dorfkirche hatten die Brüder ihren Kirchenstuhl und auf dem Dorffriedhof fanden sie ihre letzte Ruhe. Zwar bauten die Brüder 1729 bis 1731 neue Gebäude mit einer eigenen Kirche. Kirchlich blieben sie aber bis zur Säkularisation nach Heiligenzimmern eingepfarrt.
Am 1. Januar 1975 wurde Heiligenzimmern in die Stadt Rosenfeld eingegliedert.

## Bauwerke
Siehe auch: Liste der Kulturdenkmale in Heiligenzimmern

## Sehenswürdigkeiten

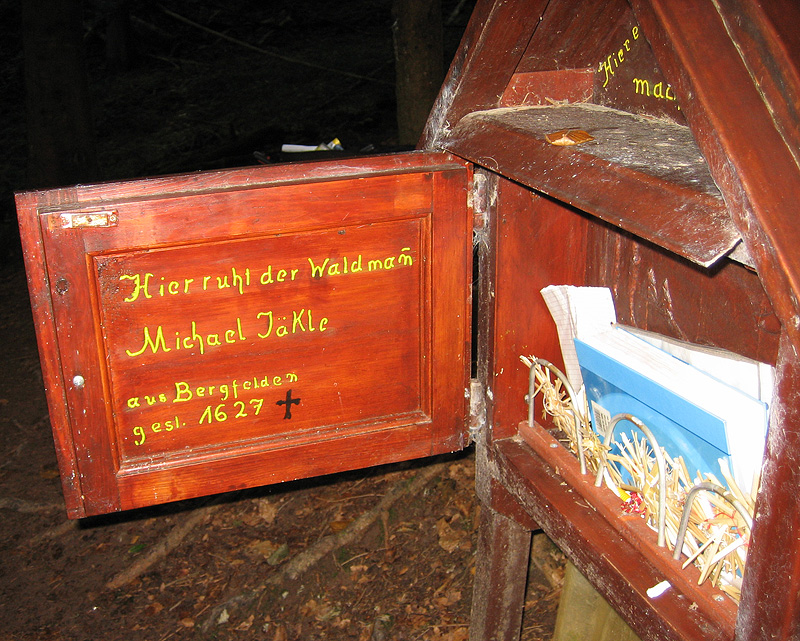
Jäckle-Grab auf der „Dicke“

- St. Patrizius-Kirche im gotischen Baustil
- Klostermühle
- Kloster Kirchberg
- Franziskaner-Terziarenkloster Bernstein
- Jäckle-Grab zwischen Heiligenzimmern und Bergfelden
- Wendelinuskapelle
- Historisches Backhaus
- Panoramaweg oberhalb der Stunzach

## Söhne und Töchter
- Joseph Pfeffer (1879–1960), Bürgermeister von Lörrach